# Waldemar Bergendahl
Waldemar Bergendahl (* 18. April 1933 in Årsunda, Gästrikland; † 21. März 2022 in Stockholm) war ein schwedischer Filmproduzent, Produktionsleiter, Aufnahmemanager, Filmregisseur und Drehbuchautor. Bergendahl ist bekannt als Produzent von Filmen, die auf den Romanen von Astrid Lindgren basieren.

## Leben und Karriere
Bergendahl wurde am 18. April 1933 in Årsunda geboren. Er wuchs in einem Bauernhof am Gavlestigen zwischen Årsunda und Gästrike-Hammarby auf. Seine Eltern waren Bauern mit Kühen, Pferden, Hühnern, Schweinen und vielen anderen Tieren. Später studierte er in Gävle. Von dort aus zog er nach Stockholm.
1957 wohnte Bergendahl mit dem damaligen Produktionsleiter von Europafilm zusammen in einer Wohngemeinschaft. Dieser gab Bergendahl den Rat, sich bei der Filmfirma vorzustellen. Bereits ein Jahr später gehörte Bergendahl zur Filmcrew von Fröken April, einem Film mit Gunnar Björnstrand und Gaby Stenberg in den Hauptrollen. Da er noch nichts über die Filmarbeit wusste, brachte er sich dort ein, wo er sich nützlich machen konnte.
Bergendahl träumte davon, Schauspieler zu werden, erkannte aber früh, dass er für den Beruf nicht geeignet war. Allerdings wollte er weiterhin in der Filmindustrie tätig sein und beschloss daher, als Produzent zu arbeiten.
1963 produzierte Bergendahl den Film Das Rabenviertel. 1967 folgte Das Ende einer großen Liebe. 1984 begann er die Zusammenarbeit mit Astrid Lindgren und produzierte Ronja Räubertochter. Sein Werk Mein Leben als Hund wurde schließlich als bester Film für den British Academy Film Award nominiert. Den Preis erhielt jedoch der Film Opfer.
Zwischenzeitlich hatte Bergendahl ungefähr 120 Filme produziert. Er arbeitete mit Astrid Lindgren, Tage Danielsson, Bo Widerberg, Lasse Hallström, Helena Bergström und vielen anderen zusammen. In seinen Produktionen wählte er seine Mitarbeiter stets persönlich aus.
Im Jahr 2010 wurde Bergendahl als Filmproduzent mit der Ehren-Guldbaggen (Hedersguldbaggen) ausgezeichnet.

## Privatleben
Bergendahl lebte in Stockholm. Er hatte zwei jüngere Schwestern. Im Jahr 2008 wurde bei Bergendahl die Parkinson-Krankheit diagnostiziert.

## Filmografie (Auswahl)
- 1963: Das Rabenviertel (Kvarteret Korpen)
- 1967: Das Ende einer großen Liebe (Elvira Madigan)
- 1984: Ronja Räubertochter (Ronja Rövardotter)
- 1985: Mein Leben als Hund (Mitt liv som hund)
- 1986: Wir Kinder aus Bullerbü (Alla vi barn i Bullerbyn)
- 1987: Neues von uns Kindern aus Bullerbü (Mer om oss barn i Bullerbyn)
- 1988: Ausgetrickst (Strul)
- 1988: Gute Nacht, Herr Landstreicher (Go’natt Herr Luffare)
- 1988: Allerliebste Schwester (Allrakäraste syster)
- 1989: Polly hilft der Großmutter (Kajsa Kavat)
- 1989: Wer springt am höchsten (Hoppa högst)
- 1989: Goldi (Gull-Pian)
- 1989: Im Wald sind keine Räuber (Ingen rövare finns i skogen)
- 1989: Frauen auf dem Dach (Kvinnorna på taket)
- 1989: 1939
- 1989: Peter und Petra (Peter och Petra)
- 1990: Nils Karlsson Däumling (Nils Karlsson Pyssling)
- 1990: Pelle zieht aus (Pelle flyttar till Komfusenbo)
- 1990: Astrid Lindgren erzählt aus ihrem Leben (Astrid Lindgrens Småland)
- 1992: Tödliches Verlangen (Svart Lucia)
- 1993: Die Schleuder (Kådisbellan)
- 1993: Cooler Sommeer (Sunes sommar)
- 1995–1996: Lotta (Lotta på Bråkmakargatan, Fernsehserie)
- 1996: Meisterdetektiv Kalle Blomquist lebt gefährlich (Kalle Blomkvist – Mästerdetektiven lever farligt)
- 1997: Adam & Eva
- 1997: Kalle Blomquist – sein neuester Fall (Kalle Blomkvist och Rasmus)
- 1998: Pippi Langstrumpf (Fernsehserie)
- 2001: Eva und Adam – Vier Geburtstage und ein Fiasko (Eva & Adam - Fyra födelsedagar och ett fiasko)
- 2002: Karlsson vom Dach (Karlsson på taket)
- 2005: Kim Novak badete nie im See von Genezareth (Kim Novak badade aldrig i Genesarets sjö)
- 2007: Arn – Der Kreuzritter (Arn – Tempelriddaren)

## Auszeichnungen und Nominierungen
BAFTA Awards
- 1988: Bester nicht englischsprachiger Film (Best Foreign Language Film): Mein Leben als Hund (Nominierung)

Guldbagge
- 1986: Bester Film (Bästa film): Mein Leben als Hund (Auszeichnung)
- 1992: Bester Film (Bästa film): Agnes Cecilia – En sällsam historia (geteilt mit Ingrid Dalunde, Nominierung)
- 1994: Bester Film (Bästa film): Kådisbellan (Nominierung)
- 1996: Bester Film (Bästa film): En på miljonen (Nominierung)
- 1998: Bester Film (Bästa film): Adam & Eva (Nominierung)
- 2010 Ehren Guldbaggen (Hedersguldbaggen) als Filmproduzent (Auszeichnung)